# Billet de 100 francs Luc Olivier Merson
Pour les articles homonymes, voir 100 francs.
Recto
Verso
Chronologie
100 francs bleu et rose 100 francs Sully
Le 100 francs Luc Olivier Merson (ou simplement Merson) est un billet de banque français créé le 2 janvier 1908, mis en circulation à partir du 3 janvier 1910 par la Banque de France à la place du 100 francs bleu et rose. Il a été remplacé par le 100 francs Sully.

## Historique
Ce billet appartient à la série des billets polychromes initiés, non sans difficultés, par la Banque de France dès la fin du XIXe siècle afin de déjouer les nombreuses tentatives de contrefaçons. L'Institut monétaire commanda d'abord un premier projet en 1891 aux peintres Daniel Dupuis et Georges Duval, créée en 1892 mais qui ne fut pas accepté (cf. ci-dessous). Un autre projet fut ensuite commandé à une imprimerie américaine mais fut également refusé. 
En définitive, et avec retard, le « 100 francs Merson » est le premier billet polychrome à réellement circuler en France. Il fut sévèrement critiqué par une partie de l'opinion mais fit « une éblouissante carrière » avec 1 689 725 000 exemplaires.
Les millésimes vont de janvier 1908 à septembre 1939 et le billet est retiré de la circulation ainsi que privé de son cours légal le 4 juin 1945.

## Description
C'est le peintre Luc-Olivier Merson qui exécute les dessins tandis que la gravure est signée Romagnol et que le filigrane est de Frédéric Florian. Le style de ce billet français se rattache au courant Art nouveau finissant.
Les tons dominants sont le bleu, le jaune-orangé et le gris.
Au recto, tous les éléments du décor sont reliés à une stèle centrale où sont répertoriées toutes les informations propres au billet. Deux femmes sont représentées : l’une symbolisant l’Agriculture, et l’autre symbolisant le Commerce. Chaque femme a un enfant nu près d’elle. 
Au verso, on peut voir trois personnages : à gauche, un forgeron assis représentant le Travail, et à droite une femme symbolisant la Fortune et portant une corne d'abondance remplie de fruits, avec, à côté d'elle, un enfant couvrant sa nudité par une couronne de feuilles tressées. 
Le filigrane représente chacun un couple de tête, en premier Mercure puis Cérès, de profil.

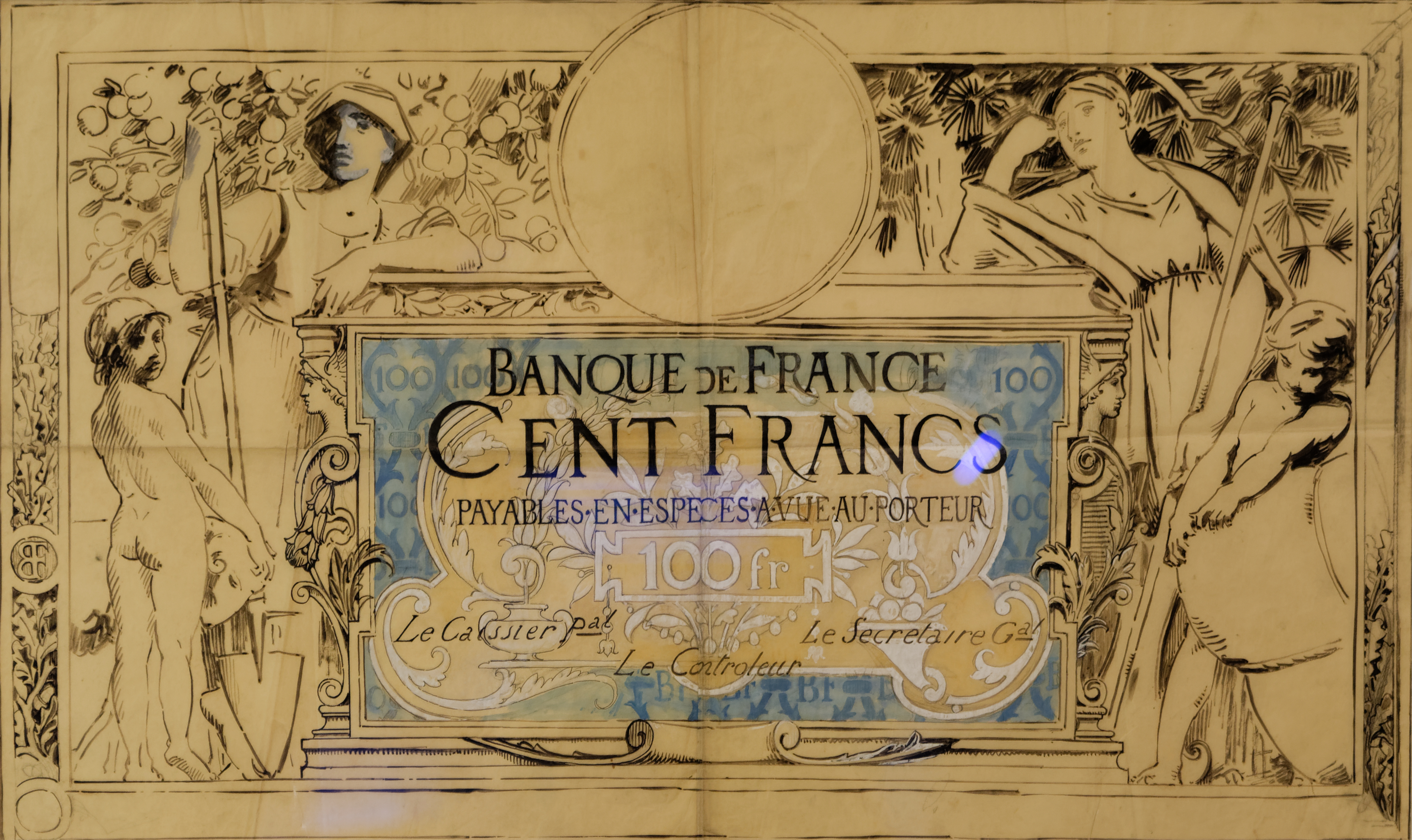
Maquette billet de 100 francs

Ses dimensions sont de 182 mm x 112 mm.

## Remarques sur ce billet
- Le choix du graveur d'origine italienne, Cesare A. Romagnoli dit Romagnol, pourtant recruté sur concours, heurta le chauvinisme français. En 1913, l'Institut monétaire contacta pourtant l'American Banknote Company pour un projet de billet de 100 francs qui ne fut pas émis.
- L'aspect relativement novateur du billet surprend et le choix des motifs est critiqué par la presse. Tout est bon pour déconsidérer la composition : pour les uns, l'enfant a une jambe trop courte (à gauche au recto) ; pour d'autres, la Fortune (au verso) a une jambe trop longue ; quant à la paysanne portant sa pelle (au recto), la position de son bras droit « révèlerait d'une paralysie du coude ». On remarque aussi le forgeron (au verso) qui affiche une étrange tristesse et qui tient sa main gauche de façon énigmatique. Un certain docteur Durante fait lecture de ses remarques à la Société médico-historique le 8 mars 1910 et termine ainsi sans appel son réquisitoire contre ce billet : « Monoplégie ou paralysie cubitale de l’ouvrier, paralysie radiale de la paysanne, affection épilante du mouton, et surtout micromélie partielle considérable de l’enfant, telles sont les tares pathologiques que nous montre le nouveau billet de la Banque de France. Il mérite donc de figurer dans la galerie de la chronique médicale, à laquelle je souhaite d’en réunir de nombreux exemplaires, afin de pouvoir en établir une étude abondamment documentée »[3],[4].
- Au recto, la mention Payable en espèces, à vue, au porteur située au centre, sous le montant, fut imprimée sans interruption jusqu'en 1939 alors même que le franc cessait plusieurs fois d'être convertible en or et que les billets avaient cours forcé.
- Enfin, le montant écrit en toutes lettres n'apparaît que sur le seul recto : une fois plié, le billet devient « muet ».
- Les premières séries imprimées du 2 janvier 1908 au 10 mai 1909 comportent, en bas à droite du recto la mention "L.O.M 02", pour "Luc Olivier Merson 1902". Cette mention a ensuite été supprimée, cette décision faisant suite à des procès de la famille Merson contre la Banque de France[5]. Ces billets avec "signature" de l'auteur sont les plus rares en collection.